# عبد الله صالح الملا
عبد الله صالح الملا (توفي عام 1955) شغل منصب وزير الدولة في الكويت في عهد الأمير الشيخ أحمد الجابر الصباح، ثم الأمير الشيخ عبد الله السالم الصباح. ويُعد من أوائل الكويتيين الذين تلقوا تعليمهم في بريطانيا مطلع القرن العشرين، وكان أول وزير دولة كويتي يتمكن من التعامل المباشر مع العالم الغربي في فترة محورية من تاريخ البلاد، وهي مرحلة اكتشاف النفط.
بفضل إجادته التامة للغة الإنجليزية، تولى الملا تمثيل الأمير في المفاوضات مع كبرى شركات النفط العالمية لبدء عمليات الاستكشاف والتنقيب في الكويت. وكان له دور حاسم في صياغة الشروط بين الحكومة الكويتية وتلك الشركات، مما مهد الطريق لحفر أول آبار نفطية في البلاد.
كما كان صاحب المبادرة في اقتراح والتفاوض نيابة عن الحكومة لتركيب وتشغيل أول محطة لتحلية المياه في الكويت، والتي أُنشئت في منطقة الشويخ، إضافة إلى دوره في تنسيق تشغيل أول محطة كهرباء رئيسية في البلاد. وفي عام 1938، افتتح مع شريكه التجاري متجرًا للأجهزة الكهربائية في وسط مدينة الكويت، والذي تطور لاحقًا ليصبح مجموعة الملا.
تقديرًا لإسهاماته في تعزيز العلاقات بين الكويت والمملكة المتحدة، منحته الملكة إليزابيث الثانية وسام الإمبراطورية البريطانية عام 1953، كما حصل على وسام تتويجها في العام نفسه.
توفي عبد الله صالح الملا عام 1955.